# Die tätowierte Rose (Film)
Die tätowierte Rose (Originaltitel: The Rose Tattoo) ist ein US-amerikanisches Filmdrama des Regisseurs Daniel Mann aus dem Jahr 1955. Als Vorlage diente ein Bühnenstück von Tennessee Williams, das in den 1950er Jahren ein Welterfolg war.

## Handlung
Die gebürtige Sizilianerin Serafina Delle Rose ist Näherin und lebt mit Mann und Tochter in der Nähe von New Orleans in einer italo-amerikanischen Gemeinde. Ihr Ehemann Rosario, den sie abgöttisch liebt, ist von Beruf Lastwagenfahrer und nutzt seine nächtlichen Fahrten gelegentlich, um auch Illegales zu transportieren. Nachdem er sich dazu entschlossen hat, aus diesem Geschäft auszusteigen, kommt er während seiner letzten illegalen Fahrt bei einem Polizeieinsatz ums Leben. Die verzweifelte Serafina verliert daraufhin ihr ungeborenes Kind. Voller Trauer lässt sie die Leiche Rosarios entgegen jeglicher Konventionen einäschern und bewahrt die Asche in ihrem Haus auf.
Mehrere Jahre später lernt Serafinas mittlerweile 18-jährige Tochter Rosa den jungen Seemann Jack Hunter auf einer Tanzveranstaltung kennen. Sie verliebt sich in Jack und stellt ihn ihrer Mutter vor. Serafina, die hinter die Affäre Rosarios mit der blonden Black-Jack-Dealerin Estelle gekommen ist, bleibt das Glück des jungen Paares aber verborgen. Sie bezichtigt Jack, nur daran interessiert zu sein, Rosa die Unschuld zu rauben. Der schwört jedoch, Rosa zu respektieren.
Wenige Stunden später begegnet Serafina Alvaro. Ebenfalls ein Lastwagenfahrer aus Sizilien, lässt sich der junge, naive Mann nach dem Kennenlernen bis zum Abend die gleiche Rose auf die Brust wie einst Rosario tätowieren. Er ist jedoch mit Estelle bekannt, woraufhin sie Alvaro zur ehemaligen Nebenbuhlerin begleitet. Dort wird sie mit Estelles Geständnis konfrontiert, Rosario auch geliebt zu haben. Ebenfalls trägt sie eine tätowierte Rose auf der Brust. Schockiert kehrt Serafina nach Hause zurück und zerschlägt die Urne mit der Asche ihres verstorbenen Mannes. Sie verabredet sich heimlich mit Alvaro, und er verbringt betrunken die Nacht bei ihr. Am nächsten Morgen erschreckt er die schlafende Rosa, das Missverständnis kann jedoch aufgeklärt werden. Serafina gibt Rosa und Jack ihren Segen. Gleichzeitig gesteht Alvaro ihr seine Liebe, und sie lädt ihn in ihr Haus ein.

## Hintergrund
Die Rolle der Serafina war der erste Hollywood-Einsatz überhaupt für Anna Magnani.
1951 schrieb Williams das Broadwaystück für Magnani. Doch Magnanis Englischkenntnisse waren zu gering. Auf der Bühne spielte hernach Maureen Stapleton die Rolle der Serafina.
Die Szenen in der Kleinstadt am Mississippi River wurden auf der Floridainsel Key West gedreht.
Bei der Szene im Mardi Gras Club gestatteten sich Drehbuchautor Williams sowie Produzent Wallis Gastauftritte. Williams sitzt in einem gestreiften Hemd an der Bar, Wallis sitzt neben ihm. Ein pikantes Detail: Der Mann im weißen Hemd hinter Virginia Grey als Estelle Hohengarten ist Williams’ Lebensgefährte Frank Merlo.

## Kritiken
Der film-dienst sah in Manns Film vor allem „eine Plattform für Anna Magnani, die ihre leidenschaftliche Ausdruckskraft virtuos“ entfalte „und die amüsante Unverblümtheit ihrer Figur mit der inneren Verworrenheit eines unerhellten Bewußtseins“ verschmelzen lasse. Die tätowierte Rose sei darüber hinaus in Hinblick auf die religiösen Zusammenhänge und Ausdrucksformen „getragen von verständnisvollem Ernst“.

## Auszeichnungen
- 1955: National Board of Review Award und New York Film Critics Circle Award für Magnani jeweils als Beste Darstellerin
- 1956: Oscars in den Kategorien Beste Hauptdarstellerin (Magnani) und Bestes Szenenbild (Schwarzweiß), Beste Kamera (Schwarzweiß); fünf weitere Nominierungen
- 1956: Golden Globes in den Kategorien Beste Hauptdarstellerin – Drama (Magnani) und Beste Nebendarstellerin (Pavan)
- 1957: British Film Academy Award in der Kategorie Beste ausländische Darstellerin (Magnani)

## Deutsche Fassung
Die deutsche Synchronfassung entstand durch die Berliner Synchron GmbH unter der Synchronregie und nach dem Dialogbuch von Volker Becker.
| Rolle                | Darsteller     | Synchronsprecher |
| -------------------- | -------------- | ---------------- |
| Serafina Delle Rose  | Anna Magnani   | Eva Eras         |
| Alvaro Mangiacavallo | Burt Lancaster | Horst Niendorf   |
| Rosa Delle Rose      | Marisa Pavan   | Marion Degler    |
| Jack Hunter          | Ben Cooper     | Horst Buchholz   |
| Estelle Hohengarten  | Virginia Grey  | Tilly Lauenstein |